# Grand Prix Jihoafrické republiky 1982
Grand Prix Jihoafrické republiky 1982 (oficiálně XVI Grand Prix of South Africa) se jela na okruhu Kyalami v Midrandu v Jihoafrické republice dne 23. ledna 1982. Závod byl prvním v pořadí v sezóně 1982 šampionátu Formule 1.

## Závod
| Poř.   | No. | Jezdec             | Konstruktér     | Počet kol | Čas/Odstoupení  | Pořadí na startu | Body |
| ------ | --- | ------------------ | --------------- | --------- | --------------- | ---------------- | ---- |
| 1      | 15  | Alain Prost        | Renault         | 77        | 1:32:08.401     | 5                | 9    |
| 2      | 5   | Carlos Reutemann   | Williams-Ford   | 77        | + 14.946        | 8                | 6    |
| 3      | 16  | René Arnoux        | Renault         | 77        | + 27.900        | 1                | 4    |
| 4      | 8   | Niki Lauda         | McLaren-Ford    | 77        | + 32.113        | 13               | 3    |
| 5      | 6   | Keke Rosberg       | Williams-Ford   | 77        | + 43.139        | 7                | 2    |
| 6      | 7   | John Watson        | McLaren-Ford    | 77        | + 50.993        | 9                | 1    |
| 7      | 3   | Michele Alboreto   | Tyrrell-Ford    | 76        | + 1 kolo        | 10               |      |
| 8      | 11  | Elio de Angelis    | Lotus-Ford      | 76        | + 1 kolo        | 15               |      |
| 9      | 10  | Eliseo Salazar     | ATS-Ford        | 75        | + 2 kola        | 12               |      |
| 10     | 9   | Manfred Winkelhock | ATS-Ford        | 75        | + 2 kola        | 20               |      |
| 11     | 23  | Bruno Giacomelli   | Alfa Romeo      | 74        | + 3 kola        | 19               |      |
| 12     | 17  | Jochen Mass        | March-Ford      | 74        | + 3 kola        | 22               |      |
| 13     | 22  | Andrea de Cesaris  | Alfa Romeo      | 73        | + 4 kola        | 16               |      |
| 14     | 33  | Derek Daly         | Theodore-Ford   | 73        | + 4 kola        | 24               |      |
| 15     | 18  | Raul Boesel        | March-Ford      | 72        | + 5 kol         | 21               |      |
| 16     | 4   | Slim Borgudd       | Tyrrell-Ford    | 72        | + 5 kol         | 23               |      |
| 17     | 20  | Chico Serra        | Fittipaldi-Ford | 72        | + 5 kol         | 25               |      |
| 18     | 28  | Didier Pironi      | Ferrari         | 71        | + 6 kol         | 6                |      |
| Ret    | 26  | Jacques Laffite    | Ligier-Matra    | 54        | Palivový systém | 11               |      |
| Ret    | 35  | Derek Warwick      | Toleman-Hart    | 43        | Nehoda          | 14               |      |
| Ret    | 2   | Riccardo Patrese   | Brabham-BMW     | 18        | Turbo           | 4                |      |
| Ret    | 25  | Eddie Cheever      | Ligier-Matra    | 11        | Palivový systém | 17               |      |
| Ret    | 27  | Gilles Villeneuve  | Ferrari         | 6         | Turbo           | 3                |      |
| Ret    | 1   | Nelson Piquet      | Brabham-BMW     | 3         | Smyk            | 2                |      |
| Ret    | 12  | Nigel Mansell      | Lotus-Ford      | 0         | Elektronika     | 18               |      |
| Ret    | 31  | Jean-Pierre Jarier | Osella-Ford     | 0         | Kolize          | 26               |      |
| DNQ    | 30  | Mauro Baldi        | Arrows-Ford     |           |                 |                  |      |
| DNQ    | 32  | Riccardo Paletti   | Osella-Ford     |           |                 |                  |      |
| DNQ    | 29  | Brian Henton       | Arrows-Ford     |           |                 |                  |      |
| DNQ    | 36  | Teo Fabi           | Toleman-Hart    |           |                 |                  |      |
| WD     | 14  | Roberto Guerrero   | Ensign-Ford     |           |                 |                  |      |
| Zdroj: |     |                    |                 |           |                 |                  |      |

## Průběžné pořadí po závodě
Pohár jezdců
| Pořadí | Jezdec           | Body |
| ------ | ---------------- | ---- |
| 1      | Alain Prost      | 9    |
| 2      | Carlos Reutemann | 6    |
| 3      | René Arnoux      | 4    |
| 4      | Niki Lauda       | 3    |
| 5      | Keke Rosberg     | 2    |
| Zdroj: |                  |      |

Pohár konstruktérů
| Pořadí | Konstruktér   | Body |
| ------ | ------------- | ---- |
| 1      | Renault       | 13   |
| 2      | Williams-Ford | 8    |
| 3      | McLaren-Ford  | 4    |
| Zdroj: |               |      |